# Marko Dolenc
Marko Dolenc (Lubiana, 27 settembre 1972) è un ex biatleta e fondista sloveno.

## Biografia

### Carriera nello sci di fondo
Iniziò praticando principalmente lo sci di fondo; in Coppa del Mondo esordì il 12 dicembre 1992 a Ramsau am Dachstein (126º) e ottenne il miglior piazzamento il 9 gennaio 1996 a Štrbské Pleso (50º). Prese parte a un'edizione dei Campionati mondiali, Thunder Bay 1995 (86º nella 10 km).

### Carriera nel biathlon
Dal 1998 si dedicò al biathlon, pur continuando a partecipare saltuariamente a gare minori di sci di fondo; in Coppa del Mondo, dove aveva già ottenuto un piazzamento di rilievo a inizio carriera - il 18 dicembre 1993 a Pokljuka (98°) -, conquistò il primo podio il 26 gennaio 2002 ad Anterselva (3º).
Nella sua carriera da biatleta prese parte a un'edizione dei Giochi olimpici invernali, Salt Lake City 2002 (27º nella sprint, 29º nell'inseguimento, 13º nell'individuale, 10º nella staffetta), e a quattro dei Campionati mondiali (5º nella staffetta a Chanty-Mansijsk 2003 il miglior piazzamento).

## Palmarès

### Biathlon

#### Coppa del Mondo
- Miglior piazzamento in classifica generale: 25º nel 2003 e nel 2004
- 2 podi (1 individuale, 1 a squadre[1]):
  - 2 terzi posti